# Johan Daisne
Johan Daisne, pseudoniem van Herman Thiery (Gent, 2 september 1912 – aldaar, 9 augustus 1978) was een Vlaams schrijver, dichter, prozaïst en schrijver van toneelstukken, hoorspelen en essays. Zijn bekendste boeken zijn De trap van steen en wolken (1942), De man die zijn haar kort liet knippen (1947) en De trein der traagheid (1950). Hij was een van de auteurs die de aanzet gaven tot de stroming van het magisch realisme in de Nederlandse literatuur.

## Levensloop
Hij was langs vaderszijde afkomstig uit een oud Frans adellijk geslacht uit het departement Aisne, vandaar zijn pseudoniem d'Aisne of Daisne. Zijn vader Leo Michel Thiery was onderwijzer, en stichter van het Schoolmuseum in Gent. Zijn moeder Augusta de Taeye was lerares aan de Stedelijke Meisjesnormaalschool, en later rijksinspectrice van het onderwijs. Hij had nog twee broers.
Van 1918 tot 1923 volgde hij het lager onderwijs aan de school in de Geitstraat. Daarna stapte hij over naar het technisch vierdegraadsonderwijs (1924-1925) aan de Jacob van Maerlantstraat. Van 1926 tot 1930 volgde hij de richting "Moderne Humaniora" aan het Koninklijk Atheneum aan de Ottogracht in Gent. Maar in het voorlaatste jaar werd hij ziek en moest hij zijn studie stoppen. Hij werkte een tijd als kantoorbediende in de textielfabriek La Lys en bereidde zich ondertussen voor op het universitair toelatingsexamen.
Vanaf oktober 1930 tot begin 1935 studeerde hij economie aan de Rijksuniversiteit van Gent. Hij had toen reeds communistische sympathieën en interesseerde zich voor Rusland. Hij studeerde daarom ook Slavische talen. In 1935 maakte hij deel uit van een wetenschappelijke zending naar de USSR, samen met de Nobelprijswinnaar Jules Bordet en de schrijver August Vermeylen. Hij publiceerde hierover een reportage in de socialistische krant Vooruit onder de titel "Stof op het Kremlin", waarin hij zijn sympathie uitspreekt voor het Russische volk en hun nieuwe maatschappij.
In 1935-1936 verrichtte hij zijn legerdienst als soldaat bij de artillerie. In 1936 promoveerde hij tot doctor in de handelswetenschappen op een thesis over staatshuishouding. Hij verhuisde naar Schaarbeek en woonde daar tussen 1936 en 1944 in een klein pensionkamertje. In 1936 werd hij tot parttime leraar Duits benoemd aan de Gentse Stedelijke Normaalschool voor Onderwijzeressen (vandaag het Atheneum Wispelberg) in de Casinostraat (hij bleef dit tot 1961); deze straat werd later omgedoopt tot de Wispelbergstraat en de Johan Daisnestraat .
In 1939 werd hij opnieuw onder de wapens geroepen. Gedurende de Achttiendaagse Veldtocht bij de Duitse inval in mei 1940 vocht hij als verbindingsofficier. Na de capitulatie van het Belgisch leger vertrok hij naar Carcassonne in Frankrijk. Hij verwerkte deze periode in zijn dichtbundel "Het einde van een zomer. Legerverzen uit de mobilisatie" (1940). Hij keerde terug naar België en sloot zich aan bij de weerstandsorganisatie Onafhankelijkheidsfront. Hij trad op als koerier en verspreidde vlugschriften en clandestiene bladen. Hij sloot zich in 1944 aan bij de Kommunistische Partij van België en bleef lid tot 1946. In 1943 schreef hij een toneelstuk De charade van Advent, maar de opvoering werd door de Duitsers verboden. Na de bevrijding in 1944 moest hij terug naar het leger als luitenant bij het Krijgsauditoraat, maar werd kort daarop gedemobiliseerd.
Hij huwde op 18 november 1944 met Polly van Dyck. In oktober 1945 verhuisde hij terug naar Gent, naar zijn voorgaand adres aan de Groot-Brittanniëlaan nr. 6, het ouderlijk huis, ontworpen door zijn vader. In september 1946 publiceerde hij in het verzetsblad Front, blad van de weerstand en democratie een "In memoriam Robert Mussche" (pseudoniem van Rudo Reyniers, 1912-1945) over zijn vriend, schrijver en leidend lid van het Onafhankelijkheidsfront.
Zijn oudste dochter Frédérique, stierf in 1946. Zij was nauwelijks drie maanden oud. Johan Daisne was een erg gevoelig man en dit verlies heeft hem sterk geraakt. Hij probeerde de pijn te verwerken in verschillende boeken, onder andere in de dichtbundel Ikonakind (1946). In 1947 werd zijn zoon Evert geboren. Uiteindelijk strandde zijn huwelijk.
Zijn sympathie voor het communisme bekoelde sterk door de, zo hij het noemde, 'dialectische wartaal' van het Internationaal Vredescongres van Intellectuelen in Wrocław (Polen) in augustus 1948. Hij besloot dat het communisme dogmatisch en autoritair optrad en brak met het communisme in oktober 1948. Zijn boek Van Nitsjevo tot Chorosjo, een geschiedenis van de Russische literatuur met bloemlezing (1948), werd sterk bekritiseerd als politiek incorrect door de communist Nico Rost, een Frontmedewerker. Johan Daisne verwerkte deze onvrede in zijn boek De vrede van Wroclaw, of een proeve van spijkerschrift op het IJzeren Gordijn (1948).
Toen zijn vader stierf in 1951 werd Johan Daisne depressief en werd hij ziek. Zijn roman De Prins van de Libanon was een vaderroman, maar hij wilde hem niet publiceren omdat het verdriet nog te groot was.
Hij hertrouwde in 1957 met Marthe Kinaupenne (1924-2018) en woonde in Villa ter Berken - Aan de Bocht nr. 7 te Gent.
In 1945 werd hij benoemd tot hoofdbibliothecaris en vervolgens directeur van de Gentse Openbare Stadsbibliotheek aan de Ottogracht (tot 1977). In 1967 werd hij lid van de Koninklijke Vlaamse Academie voor Taal- en Letterkunde als opvolger van Herman Teirlinck. Hij werd tevens lid van de Association des Ecrivains belges. De Koninklijke Academie voor Nederlandse Taal- en Letterkunde herdacht op 24 augustus 2003 Johan Daisne met een studiedag en een academische zitting.

## Literaire loopbaan
Hij debuteerde als Johan Daisne met poëzie, namelijk met Verzen in 1935. Ondanks zijn communistische sympathieën kon hij onder de militaire bezetting nog enkele belangrijke dichtwerken zoals Het einde van een zomer publiceren (1940). Ook na de oorlog schreef hij dichtwerk: Ikonakind (1946), Het kruid-aan-de-balk (1953) en De nacht komt gauw genoeg (1961).
Hoogtepunten als romancier zijn: De trap van steen en wolken (1942) (zijn magisch-realistische debuutroman), De man die zijn haar kort liet knippen (1947) en De trein der traagheid (1950). Met deze romans introduceerde hij het magisch realisme in de Nederlandstalige literatuur, naar het voorbeeld van het Duitse Magischer Realismus. De term werd voor het eerst gebruikt in de jaren 20 in Duitsland met betrekking tot schilderijen in de periode van de Weimarrepubliek, die probeerden het mysterie van het leven te vatten verscholen achter de realiteit van het oppervlak.
Johan Daisne was ook actief op journalistiek vlak en daarenboven schreef hij nog hoorspelen, filmscenario's en enkele toneelstukken. Ook de filmkunst speelde een belangrijke rol, het Filmfestival van Knokke lag hem na aan het hart en hij schreef een viertalig Filmografisch lexicon der wereldliteratuur in drie delen (1971, 1975, 1978). Door sommigen wordt dit zijn levenswerk genoemd.
De man die zijn haar kort liet knippen werd in 1965 verfilmd door André Delvaux, met Senne Rouffaer in de hoofdrol. In 1968 verfilmde Delvaux De trein der traagheid, met Yves Montand en Anouk Aimée in de hoofdrollen.
Johan Daisne publiceerde in verschillende tijdschriften, waarbij hij er van enkele de medeoprichter was: Klaverdrie (1937-1948) (met Marcel Coole en Luc van Brabant), Werk en Nieuw Vlaams Tijdschrift. Hij was eveneens redacteur bij het socialistisch dagblad Vooruit.
Hij gaf de aanzet tot de stroming van het magisch realisme in de Nederlandse literatuur, samen met de Vlaamse schrijver Hubert Lampo. Hij zette deze theorie uiteen in de essays "Losse beschouwingen over het dossier van het magisch realisme" (1949) en "Letterkunde en Magie" (1958) als een verweving van werkelijkheid en droom, met daarin verwerkt een mysterieuze bovenzinnelijke dimensie die zich verschuilt achter de werkelijkheid.
Daisne wordt beschouwd als een van de waardevolste schrijvers in Vlaanderen (Albert Westerlinck, Dietsche Warande en Belfort, november 1958).

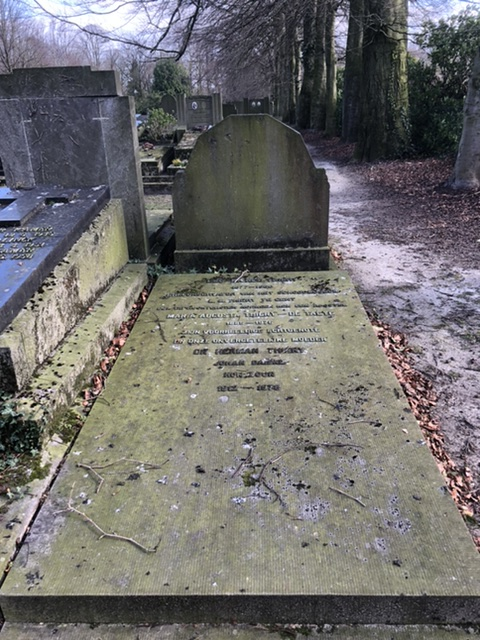
Graf met de naam van Daisne

Hij overleed in Gent op 65-jarige leeftijd. Na crematie werd zijn as uitgestrooid, maar zijn naam staat ook vermeld naast die van zijn vader op diens graf op de Westerbegraafplaats in Gent.

## Wetenswaardigheden
- Striptekenaar Marc Sleen (Nero) was een fan van Daisne. Hij verwees naar hem in het Nero-album De Wallabieten (1968). In strook 62 graaft de supersterk geworden Nero met blote handen uit rotsen een trap. Hij zegt: Een trap van steen en rotsen in plaats van Daisnes Trap van steen en wolken.
- In het De Kiekeboes-album De Ka-Fhaar (1982) kijken Kiekeboe en Charlotte naar het toneelstuk De Man Die Zijn Sigaar Kort Liet Knippen, een verwijzing naar Daisnes stuk De Man Die Zijn Haar Kort Liet Knippen.

## Publicaties

### Poëzie
- Verzen (1935)
- Breuken herleiden (1936)
- Afreacties en funderingen (1937)
- Kernamout (1938)
- Het einde van een zomer, Legerverzen uit de mobilisatie (1940)
- Hermine-uit-de-storm. Een bundel verzen uit en voor het leven (1944) (opgedragen aan zijn eerste vrouw)
- De nacht staat op een kier (1944)
- 'Drie-hoog-voor. Gedichten uit de Kleine Kamer (1945)
- Tale Quale. Zo als het reilt .... (1945)
- Drie verzen maar, mijn Fred (1946)
- Ikonakind (1946) (opgedragen aan zijn eerste kind Frédérique)
- Zeven reizenboek. Dagboekgedichten 1937-'43 (1947)
- De Hollandse reis. Een reportage en een poëtisch tijdsbeeld van herrijzend Nederland anno 1945 (1947)
- Het-kruid-aan-de-balk (1953)
- Goudregen (1956)
- Vita nuova (1956)
- Laboro (met Rudi van Vlaenderen) (1959)
- De nacht komt gauw genoeg (1961)
- Ik heb u alles gegeven..., Een bloemlezing uit zijn dichtwerk (1962)
- De droom is een herinnering aan dat wat nimmer is gebeurd (1965)
- Afscheid van de dag. Verzen met commentaar (1965)
- De Engelse groetenis (1967)
- Verzamelde gedichten (1978)
- Gepijnde honing (1978) (postuum verschenen)

### Proza
Veel van deze werken zijn duidelijk autobiografisch getint of hebben betrekking op figuren uit zijn omgeving.
- Gojim, een winterverhaal (1939)
- Aurora (1940) (een avontuur uit zijn jeugd)
- Maud Monaghan. Een spionageverhaal (1940) (gebaseerd op zijn legerdienst als reserve-officier)
- Renée (1940)
- De trap van steen en wolken (1942) (vertaald in het Duits vertaald als 'Die Treppe von Stein und Wolken' (1960) ) (verhaal over zijn familie)
- Zes domino's voor vrouwen (Raissa/Aurora/Renée/Maud/Monaghan/Agnes/Veva) (1944)
- Schimmen om de schemerlamp (verhalen) (1946)
- Het venster op het leven (in eigen beheer, 1947)
- Egbertha in de onderwereld (1947)
- De man die zijn haar kort liet knippen (1947) (vertaald in het Frans, Duits, Engels, Zweeds, Pools en Portugees; verfilmd in 1965 door André Delvaux)
- Egbertha (heruitgave van 'Egbertha in de onderwereld') (1948)
- Het eiland in de Stille Zuidzee (1949)
- De trein der traagheid (1950) (vertaald in het Duits, Frans, Tsjechisch en Zweeds; verfilmd in 1968 door André Delvaux)
- De wedloop der jeugd (1950)
- Met dertien aan tafel of Knalzilver met schelpgoud (verhalen) (1950)
- De vier heilsgeliefden (1955)
- 't En is van u hiernederwaard... Mijn stamboomverhaal (1956) (verhaal over zijn ouders en familie)
- Lago Maggiore. De roman van een man. De roman van een vrouw (1956) (vertaald in het Duits)
- De vierde engel (1958)
- Grüss Gott. Een idylle uit Carinthië (1958)
- De neusvleugel der muze. Een roman van de film (1959)
- De schone van nooit weer (1960)
- Hoe schoon was mijn school. De roman van een leraar (1961) (geïllustreerd door Oscar Bonnevalle)(vertaald in het Duits) (autobiografisch werk)
- Met een inktvlek geboren (aforismen) (1961)
- Baratzeartea. Een Baskisch avontuur of de roman van een schrijver (1962) (vertaald in het Duits) (het hoofdpersonage is duidelijk de schrijver zelf)
- Veritza. Een kerstverhaal (1962)
- De zoete smaak van de zee (1963)
- Venezy. Een wild verhaal uit de oude kroeg der jeugd (heruitgave van 'Het eiland in de Stille Zuidzee') (1963)
- Pavane (1964)
- De wedloop der jeugd en andere verhalen (1964)
- Als kantwerk aan de kim. Een roman van de Stille Week (1965) (vertaald in het Frans 'Les dentelles de Montmirail' en Duits 'Montmirail')
- Ganzeveer en kogelpen (aforismen) (1965)
- Charaban (verhalen) (1965)
- Mijn levensliedje(s). Herinneringen (1965)
- Dossier nr. 20.174 (1966)
- Veva (1966)
- Reveillon-Reveillon. Een tweeluikroman (1966)
- Ontmoeting in de zonnekeer. Een korte anti-Simenonroman (1967)
- Twee schelpen en wat gruis (verhalen) (1967)
- Zuster Sharon (1967)
- Met zeven aan tafel (verhalen) (1967)
- Gojim, gevolgd door Zuster Sharon (1968) (vertaald in het Engels, Frans en Russisch)
- Dieter of wanneer de wapens weigeren (1970)
- Omnibus (1974)
- Trefwoorden. Een kleine verzameling (verhalende) aforismen (door Gerd de Ley) (1975)
- Winterrozen voor een kwakzalver (1976)
- De droom maakt alles waar. Aforismen (1977)
- Venezy, of het eiland in de Stille Zuidzee (heruitgave en aangevulde versie van 'Het eiland in de Stille Zuidzee') (1978)
- De beste verhalen van Johan Daisne (1987)

### Toneelwerken
- De charade van Advent (1942)
- Het zwaard van Tristan (1944)
- Tine van Berken (1945)
- Veva (1946)
- De liefde is een schepping van vergoding (toneeltrilogie: Veva / Het zwaard van Tristan / Tine van Berken) (1946)
- De man die zichzelf optelefoneerde (1947)
- Het geluk (hoorspel) (1966)

### Non-fictie
- Stof op het Kremlin (1935) (een reportage)
- De filosofische waarden in de economie (1936)
- De nieuwe dichtersgeneratie in Vlaanderen (studie en bloemlezing) (1940)
- De Russische literatuur (in eigen beheer, 1945)
- In Memoriam Robert Mussche, dichter en Verzetsheld (1946)
- In het teken van Esmoreit (1947)
- Moskou 800 jaar (1947)
- De Hollandse reis. Een reportage en een poëtisch tijdsbeeld van herrijzend Nederland anno 1945 (1947)
- Hedendaagse filmkunst (1948)
- Reisebilder uit bezet Duitsland (1948) (reportage)
- Van Nitsjevo to Chorosjo. Geschiedenis der Russische literatuur met bloemlezing (1948)
- De vrede van Wroclaw, of een proeve van spijkerschrift op het IJzeren Gordijn (1948)
- Losse beschouwingen over het dossier van het magisch realisme (1949)
- Kritiek van de Kinematograaf (1950)
- Florence en de film, of een blozende lelie als brandmerk (1951) (filmatiek)
- Filmatiek, of de film als levenskunst (1956) (filmatiek)
- Versleer in vogelvlucht (anti-experimentele les, 1956)
- Lantarenmuziek. Een nieuwe bundel filmatiek, ter gelegenheid van het 60e jaarfeest van de bioscoop (1957)
- Letterkunde en magie (1957)
- Feest van de film. Het WT-festival Brussel '58 (1958) (filmatiek)
- Film en tijd. Een confrontatie der belangrijkste films van alle tijden (1958)
- Gaat de roman ten onder (samen met H. Teirlinck) (1959) (essay)
- Zien en zijn. De 50 beste of slechtste films der laatste jaren. Een nieuwe bundel filmatiek (1960) (filmatiek)
- Pierre Benoit, of de lof van de roman romanesque (1960) (studie)
- Met een inktvlek geboren. Een klapper losse beschouwingen (1961) (verzameling boutades, aforismes, ... )
- A pocketfull of miracles (1962) (filmatiek)
- Tine van Berken of de intelligentie der ziel (1962)
- De bioscopiumschuiver. Een tweede pocket filmatiek (1963) (filmatiek)
- Dagboekpoëzie (1964) (essay)
- Judex. Heldendicht van het feuilletonisme (1964) (filmatiek)
- Gent, schoonschrift der Leie, Schets der Gentse letteren (1965) (essay, lezing voor de toenmalige BRT)
- Greta Garbo, een droom die heeft geademd (1965) (filmatiek)
- Ganzeveer en kogelpen of more or less brains. Een nieuwe 'klapper gedachten' (1965)
- Afscheid van de dag (1965) (essay)
- Het geluk. Een lees- en luisterspel. Wat is magisch-realisme. Een kort essay over letterkunde en magie (herdruk van 'Letterkunde en magie') (1966)
- Fringilla. Een nieuwe (achtste) bundel filmatiek (1967)
- Filmografisch lexicon der wereldliteratuur, deel 1 (1971)(filmatiek)
- Filmografisch lexicon der wereldliteratuur, deel 2 (1972) (filmatiek)
- Trefwoorden (1975) (aforismen)
- De droom maakt alles waar (1977) (essay)
- Filmografisch lexicon der wereldliteratuur, supplement (1978) (filmatiek)
- Bloed op het witte doek (1978) (filmatiek)
- Over oude en nieuwe rolprenten: de dingen die niet voorbijgaan (1980) (filmatiek)

## Literaire prijzen
- Vlaamse driejaarlijkse Staatsprijs voor toneelliteratuur 1946 voor Het zwaard van Tristan.
- De verfilming van De trein der traagheid werd diverse malen bekroond.
- August Beernaert-prijs 1951 voor De man die zijn haar kort liet knippen.
- Letterkundige Prijs der Stad Gent 1954 voor Het kruid-aan-de-balk.
- Arthur Merghelynck-prijs 1958 voor Lago Maggiore.
- Vlaamse Staatsprijs voor Proza 1960 voor De neusvleugel der muze.
- Het geluk werd bekroond in de luisterspelwedstrijd van de Nederlandse Radio-Ubie en de BRT (1966)
- Internationale Kogge-prijs van de stad Minden (Duitsland) in 1967 voor zijn gezamenlijke werk.